# Kaiserliche Werft Kiel
Il Cantiere navale Imperiale di Kiel (in tedesco: Kaiserliche Werft Kiel) è stato un importante stabilimento di costruzioni navali impiantato nel 1867 nella città anseatica di Kiel e uno dei principali arsenali della Kaiserliche Marine, la Marina Imperiale tedesca, insieme al Kaiserliche Werft Wilhelmshaven e al Kaiserliche Werft Danzig. I tre cantieri navali erano stati in precedenza gli arsenali della Norddeutsche Bundesmarine la marina della Confederazione della Germania settentrionale, il primo dei quali ad essere costruito fu quello di Danzica,  per le esigenze della Regia Marina Prussiana.

## Storia
Il cantiere venne impiantato nel 1867 dal governo della Confederazione Tedesca settentrionale, costituitasi in seguito alla vittoria del Regno di Prussia sull'Impero austriaco nella guerra austro-prussiana del 1866 per le esigenze della Norddeutsche Bundesmarine con la denominazione di Regio cantiere navale di Kiel (tedesco: Königliche Werft Kiel), denominazione cambiata nel 1871 in Kaiserliche Werft Kiel dopo la unificazione della Germania e la proclamazione dell'Impero tedesco.
Il cantiere venne chiuso nel 1918 in seguito alla sconfitta dell'Impero tedesco nella prima guerra mondiale avendo le nazioni della Triplice intesa imposto alla neonata Repubblica di Weimar, nata dalle ceneri dell'Impero tedesco una serie di restrizioni atte a limitare le capacità industriali che potessero coinvolgere l'apparato bellico. Il cantiere ricorrere per salvaguardare le sue attività dovette ricorrere ad un accordo con altre aziende del settore conglobandosi nel 1925 in una nuova realtà aziendale, la Deutsche Werke AG e con la nuova struttura e ragione sociale iniziò la costruzione di navi mercantili.
Con l'ascesa al potere in Germania nel 1933 del partito nazista venne avviato un processo di ricostituzione dell'apparato bellico tedesco e l'aziend tornare alla progettazione e sviluppo di unità navali destinate alla Kriegsmarine e come altre aziende metalmeccaniche del periodo, diversificò la sua produzione a indirizzo bellico con la costruzione di armi da fuoco su licenza, in particolare di una pistola semiautomatica inizialmente prodotta dalla Ortgies & Co. dopo che il decesso del progettista Heinrich Ortgies aveva fatto chiudere l'azienda.
Durante la seconda guerra mondiale la Deutsche Werke costituì una succursale a Gdynia, fondando la Deutsche Werke Gotenhafen.
Gli stabilimenti e le infrastrutture della Deutsche Werke vennero quasi totalmente distrutte nell'ambito dei bombardamenti strategici sul territorio tedesco e al termine del conflitto venne smantellato anche ciò che era riuscito a salvarsi.
Nel 1955 l'area cantieristica venne acquistata dalla Howaldtswerke, che dopo la seconda guerra mondiale, in seguito alla chiusura dello stabilimento Germaniawerft di proprietà dei Krupp, è rimasto l'unico cantiere navale di Kiel.